# Daniel Sauer
Daniel Sauer (* 18. Oktober 1981 in Würzburg) ist ein ehemaliger deutscher Handballspieler und Fußballfunktionär.

## Karriere
Daniel Sauer war im linken Rückraum zuhause. Vornehmlich wurde er aber als zentraler Abwehrspieler eingesetzt. Er ist 1,93 m groß und wiegt 100 Kilogramm.
Sauer debütierte im September 2006 für den HBW Balingen-Weilstetten in der Bundesliga. Er kam 2004 vom früheren deutschen Zweitligisten HSC Bad Neustadt. Sein Heimatverein ist die SG/DJK Rimpar.
Zur Saison 2012/13 kehrte Daniel Sauer zu seinem Heimatverein zurück, dessen Männermannschaft als DJK Rimpar Wölfe in der 2. Liga des Deutschen Handballbunds debütiert. Gleichzeitig übernahm er die Geschäftsführung der DJK Rimparer Wölfe GmbH. Nach der Saison 2013/14 beendete Sauer seine aktive Karriere, blieb der DJK Rimpar jedoch als Geschäftsführer erhalten.
Im Dezember 2015 verließ Daniel Sauer die Wölfe und wechselte als Vorstandsvorsitzender in den Profifußball. Sein neuer Arbeitgeber, die Würzburger Kickers, spielten in seiner Amtszeit in der 2. und 3. Liga. Nach dem Abstieg 2021 gab Sauer seinen Posten bei den Würzburger Kickers auf.

## Ausbildung
Sauer studierte von 2001 bis 2008 Betriebswirtschaftslehre an der Julius-Maximilians-Universität Würzburg und der Eberhard Karls Universität Tübingen. 2023 schloss er erfolgreich eine wirtschaftswissenschaftliche Promotion an der Fernuniversität in Hagen ab.